# Copa Campeonato 1920
La Copa Campeonato 1920, organizzata dall'Asociación Argentina de Football e disputatasi dal 21 marzo 1920 al 9 gennaio 1921, si concluse con la vittoria del Boca Juniors.

## Classifica finale[1]
|     | Classifica finale  | Pti | G  | V  | N | P  | GF | GS | DR  |
| --- | ------------------ | --- | -- | -- | - | -- | -- | -- | --- |
| 1.  | Boca Juniors       | 43  | 24 | 20 | 3 | 1  | 52 | 7  | +45 |
| 2.  | Banfield           | 31  | 24 | 13 | 5 | 6  | 35 | 21 | +14 |
| 3.  | Huracán            | 31  | 24 | 13 | 5 | 6  | 38 | 26 | +12 |
| 4.  | Porteño            | 30  | 24 | 13 | 4 | 7  | 31 | 26 | +5  |
| 5.  | Del Plata          | 26  | 24 | 10 | 6 | 8  | 22 | 27 | -5  |
| 6.  | Sportivo Barracas  | 25  | 24 | 10 | 5 | 9  | 26 | 28 | -2  |
| 7.  | Nueva Chicago      | 23  | 24 | 10 | 3 | 11 | 17 | 36 | -19 |
| 8.  | Sportivo del Norte | 22  | 24 | 9  | 4 | 11 | 19 | 47 | -28 |
| 9.  | Estudiantes (LP)   | 21  | 24 | 10 | 1 | 13 | 34 | 37 | -3  |
| 10. | Sportivo Palermo   | 19  | 24 | 8  | 3 | 13 | 26 | 52 | -26 |
| 11. | Lanús              | 15  | 24 | 5  | 5 | 14 | 12 | 15 | -3  |
| 12. | Sportivo Almagro   | 11  | 24 | 4  | 3 | 17 | 9  | 11 | -2  |
| 13. | Palermo            | 9   | 24 | 4  | 1 | 19 | 28 | 9  | +19 |

## Classifica marcatori[4]
| Gol |  |  | Giocatore        | Squadra  |
| --- |  |  | ---------------- | -------- |
| 15  |  |  | Fausto Lucarelli | Banfield |